# Hoplitis jejuna
Hoplitis jejuna is een vliesvleugelig insect uit de familie Megachilidae. De wetenschappelijke naam van de soort is voor het eerst geldig gepubliceerd in 1952 door Popov.